# Stemma del Camerun
Lo stemma del Camerun è costituito da uno scudo con cartigli sopra e sotto; dietro lo scudo ci sono due fasci repubblicani incrociati, simbolo dell'autorità della repubblica. 
Sullo scudo c'è una cartina del Camerun, e i colori dello scudo riproducono quelli della bandiera. Sulla cartina è sovrapposta la bilancia che rappresenta la giustizia. Il cartiglio inferiore riporta la scritta "Repubblica del Camerun" in francese e in inglese, e quello superiore è costituito dalle tre parole del motto del paese, anch'esse in francese e inglese: "pace, lavoro, patria".

## Stemmi storici

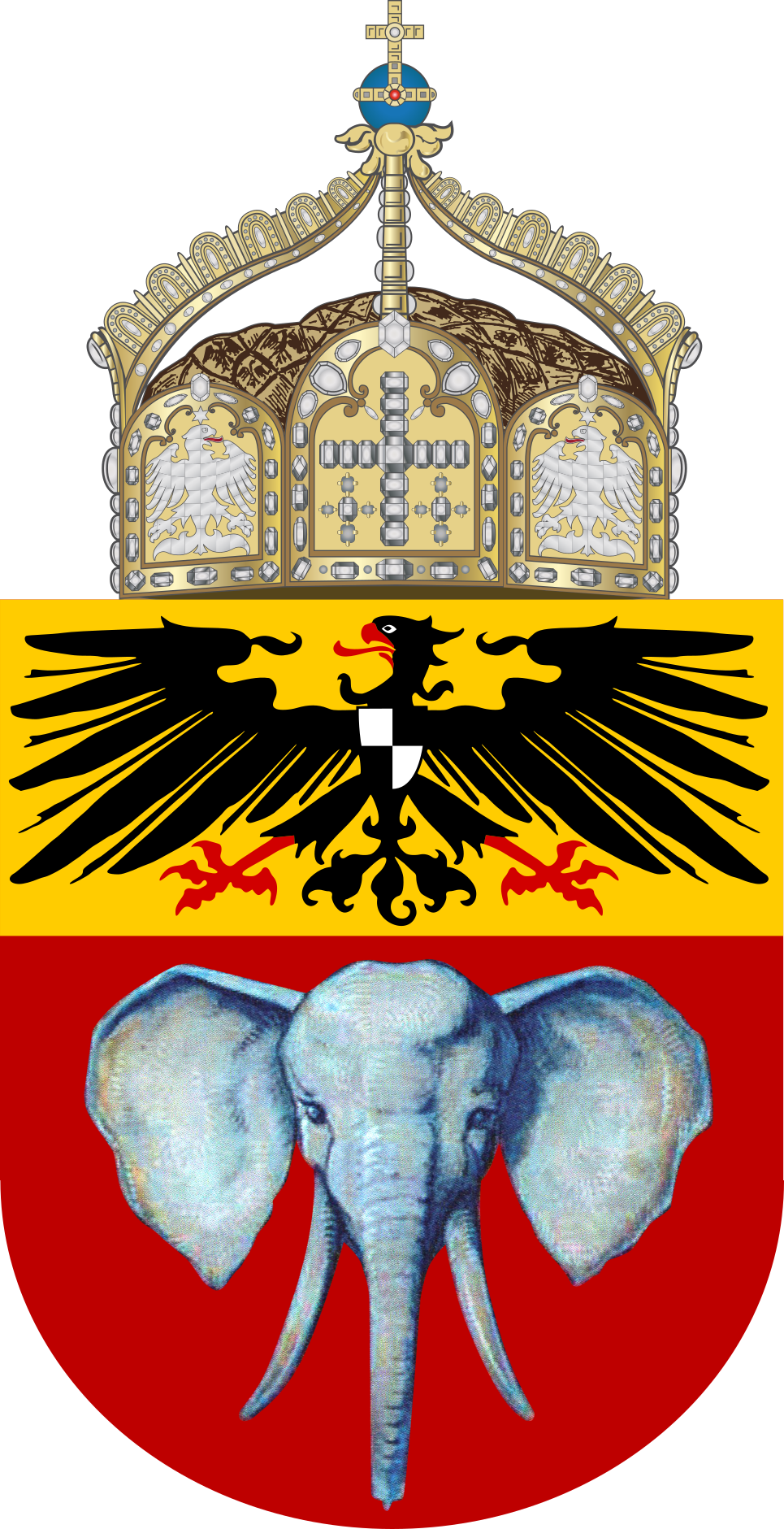
Stemma coloniale proposto nel 1914, ma mai adottato, per il Camerun tedesco
Stemma del Camerun britannico (1922-1961)
Vecchia versione dello stemma del Camerun